# イスラムファシズム

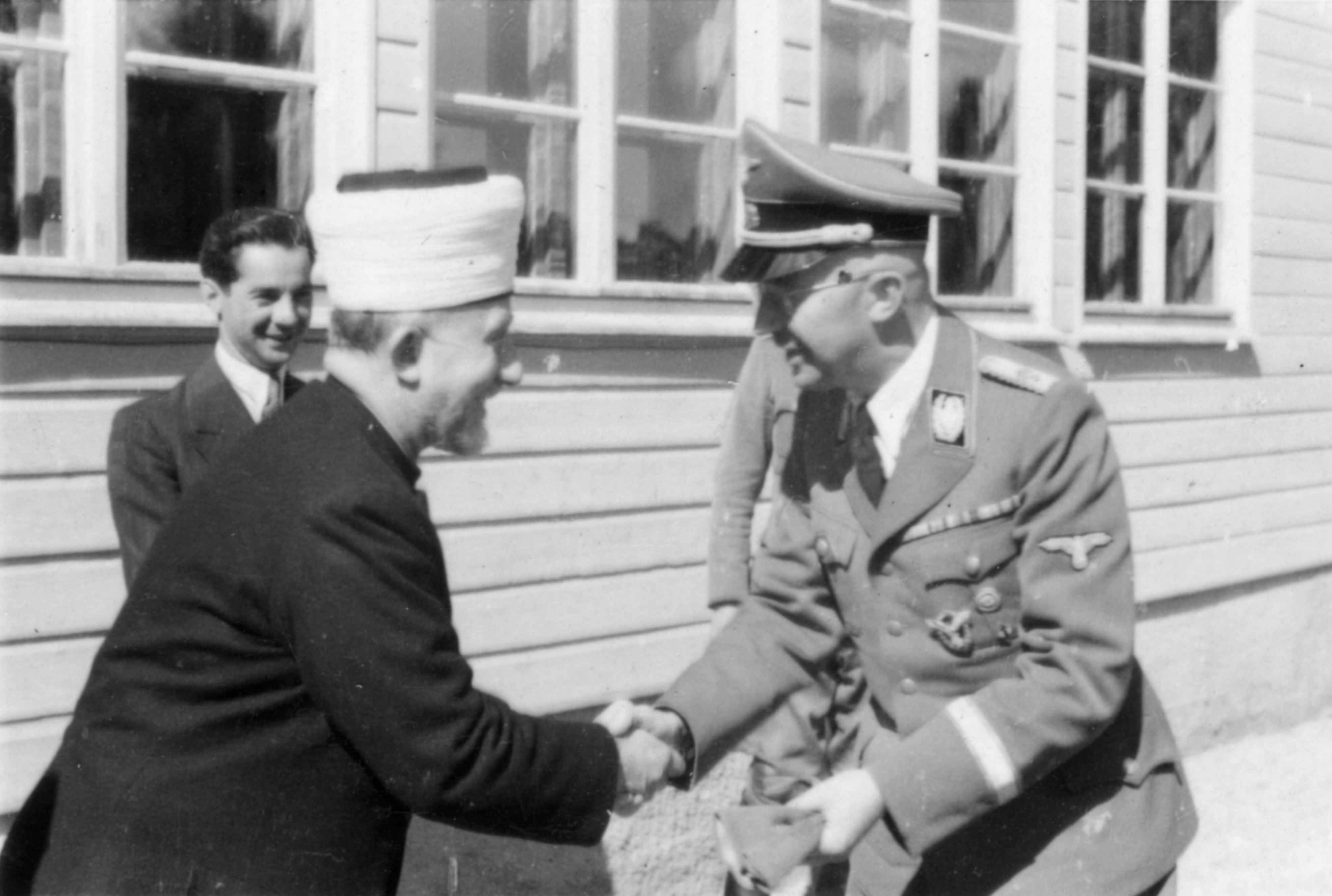
大ムフティーアミーン・フサイニーおよびナチス親衛隊長官ハインリヒ・ヒムラー

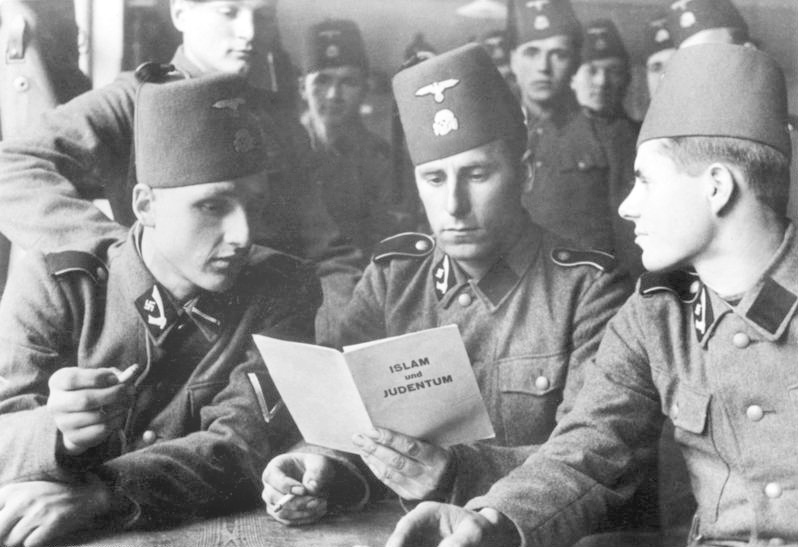
ナチス親衛隊師団「ハンジャール」所属のボスニア系ムスリム。反ユダヤ主義パンフレット『イスラームとユダヤ教』を手にしている。1943年。

イスラムファシズム（英語: Islamic fascism、イスラム的結束主義）またはイスラモファシズム（英語: Islamofascism、アラビア語: فاشية إسلامية）は、辞書の定義では「闘争的なイスラム主義者の政治的イデオロギーであり、民主主義に対する迫害・敵意の代理者と見なされている」とある。他の定義では「権威主義的、不寛容、過激主義的であると認識されているイスラム形式の支援運動・実践」であり、特にイスラム原理主義がこの語で認識されている。関連語・類義語はナチスラームなど。
この用語の使用者は、ある種のイスラム運動のイデオロギー的性質と、20世紀初頭の広範なヨーロッパ的ファシズム・ネオファシズム・全体主義との類似を指摘している。

## 用語
「イスラムファシズム」の語は新オクスフォード米語辞典では「現代のいくつかのイスラーム主義運動を、20世紀初頭のファシスト運動と同一視する、議論のある用語」と定義されている。この語は、アメリカ合衆国のジャーナリストのStephen Schwartz やクリストファー・ヒッチェンズ が、アルカーイダなどのテロリスト集団を含めたイスラーム過激派を記述する際に使用した。
この語の起源ははっきりしない。ウィリアム・サファイアは、1990年のMalise Ruthvenがインデペンデントに書いたのものが最初と記した。

## ファシズムとの類似点とされるもの

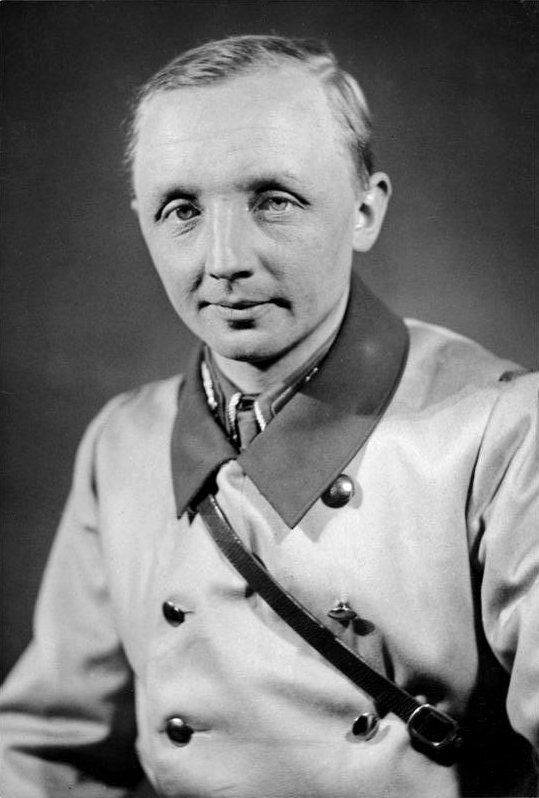
元ナチス親衛隊員だったヨハン・フォン・レールスはエジプトのナセル政権で宣伝要員として厚遇され、本人もイスラム教に改宗した。

「イスラムファシズム」の語の提案者は、ファシズムとイスラムファシズムにはいくつかの類似点があると論じている。クリストファー・ヒッチェンズは類似点を以下のように主張している。

## 批判
「イスラムファシズム」の語は、いくつかの学者やジャーナリストから批判されている。歴史学者のニーアル・ファーガソンや、国際関係学者のAngelo Codevillaは、歴史的に不正確で単純とみなしている。作家のリチャード・アラン・ネルソンは、この用語は通常は、蔑称またはプロパガンダのために使用されていると批判している。

## 使用例

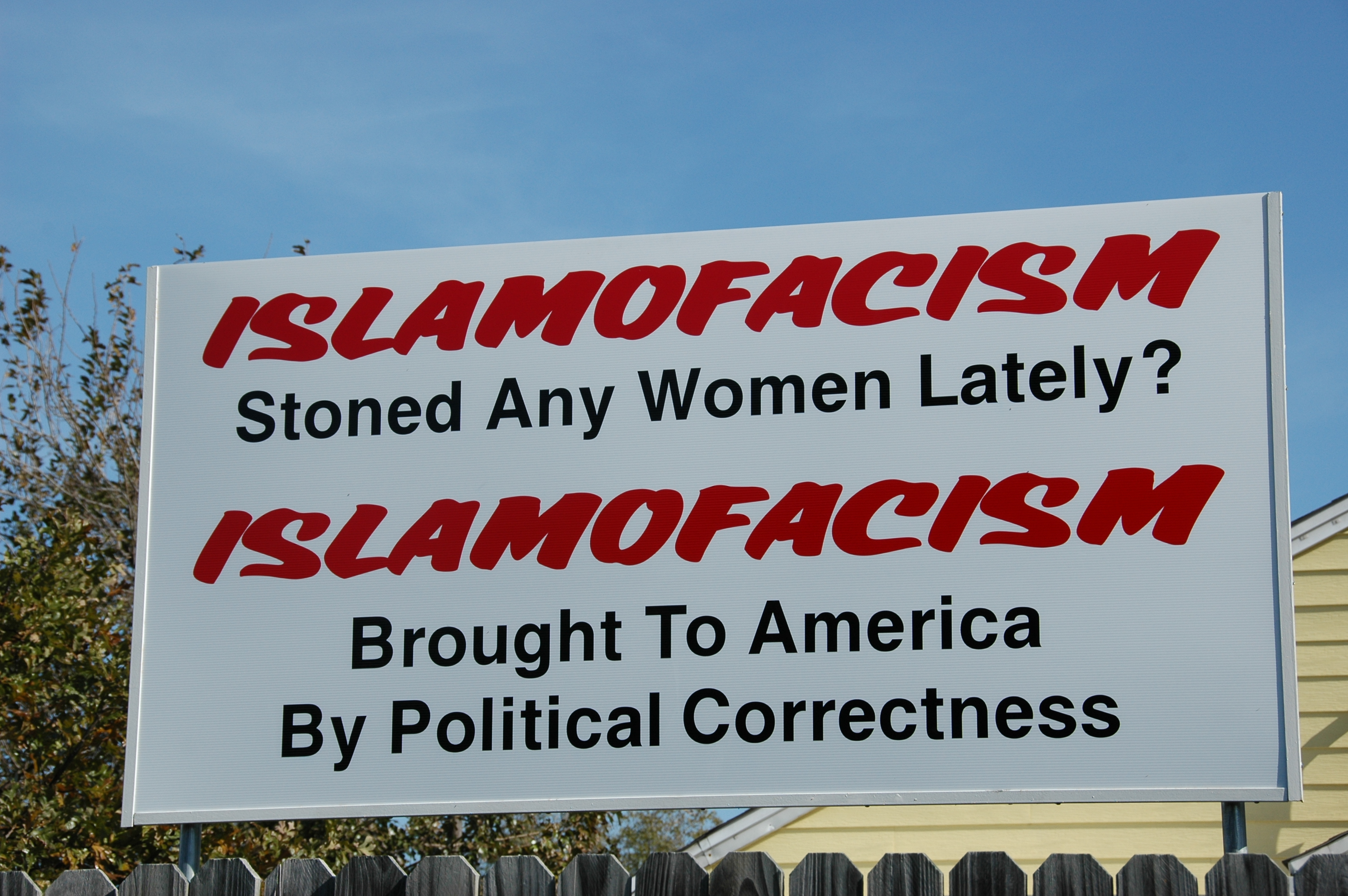
テキサス州で掲げられている反イスラムの看板。"Islamofasism"という表現が見られる。

- 2006年の8月のイギリスのテロ未遂事件に関して、米国のジョージ・ブッシュ大統領がこの語を発言し、大きな議論となった。

- 上記以外の英文での使用例には以下がある。
  - "It is right for us to be on the offense against Islamofascism, and not wait until they attack us on our soil. Unlike any war we have ever fought in this nation, this is not a war for soil. It is a war for our soul. We will either win it or we will lose it. This nation must rally to the point where we recognize there is no compromise. There is no alternative. We must win; they must lose. Islamofascism must disappear from the face of the earth, or we will." [15]— マイク・ハッカビー
  - "What we have to understand is ... this is not really a war against terrorism, this is not really a war against al Qaeda, this is a war against movements and ideologies that are jihadist, that are Islamofascists, that aim to destroy the Western world."[16] — クリフォード・メイ
- この他にもネオコンの論客の一人、ノーマン・ポドレツが雑誌『SAPIO 』の2007年7月11日号で、「9.11で幕を開けた第3次世界大戦の敵の正体は、 イスラモファシズムだ」と題する記事を寄稿している。